# 2,6-Dimethylheptan-4-ol
2,6-Dimethylheptan-4-ol ist eine chemische Verbindung aus der Gruppe der Alkohole.

## Vorkommen

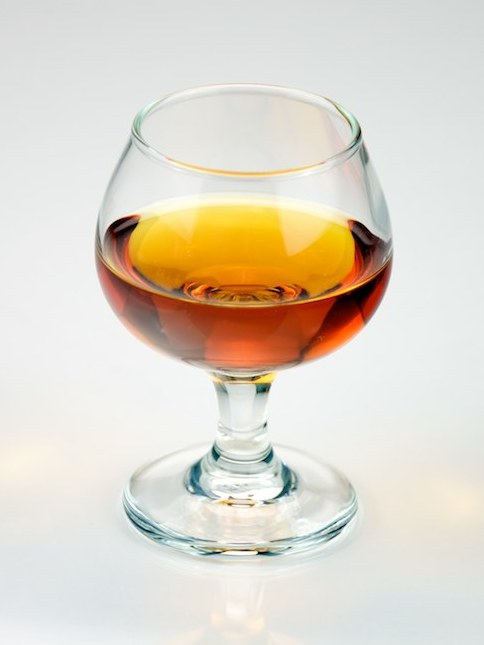
2,6-Dimethylheptan-4-ol findet sich in Cognac

Natürlich kommt 2,6-Dimethylheptan-4-ol in Cognac, Weißwein und Rotwein vor.

## Gewinnung und Darstellung
2,6-Dimethylheptan-4-ol kann durch katalytische Hydrierung von Diisobutylketon gewonnen werden.

## Verwendung
2,6-Dimethylheptan-4-ol wird als Aromastoff z. B. in Gebäck, nichtalkoholischen Getränken und Süßwaren verwendet.

## Sicherheitshinweise
2,6-Dimethylheptan-4-ol hat einen Flammpunkt bei 66 °C und eine Zündtemperatur von 290 °C.